# Szabó Elek
Szabó Elek (Kiskunhalas, 1844. augusztus 30. – Budapest, 1911. március 22.) nyomdász. 

## Élete
A gimnázium hat osztályának elvégzése után 1861-ben Szegeden Burger Zsigmond nyomdájába került, ahol 1864. szeptember 18-ig a nyomdászatot kitanulta. 1867-ben került Pestre a Bucsánszky nyomdába. Dolgozott mint szedő, korrektor és revizor a Heckenast-féle, az Athenaeum sat. nyomdákban. 1882-ben az állami nyomdába ment korrektornak, ahonnét 1891-ben egyetemi nyomdai főművezetői állásra nevezték ki. Szabó Elek Budapestre érkezésétől kiváló szerepet vitt egész állami szolgálatba léptéig a nyomdásztársadalomban. A nyomdászegyleti életben hathatós támogatója volt a szabad irányban való szervezkedésnek és a magyar elemnek az egyleti életbe vonásában. Ő indítványozta a Typographia megindítását 1868-ban, és a lapnak, valamint a Nyomdászok közlönyének munkatársa volt. Írt időnként a Nyomdászok Évkönyvébe is. Neje Mayer Irma volt.